# Kang Ji-hoon
Đây là một tên người Triều Tiên, họ là Kang.
Kang Ji-hoon (sinh ngày 6 tháng 1 năm 1997) là một tiền vệ bóng đá Hàn Quốc thi đấu cho Gangwon FC.